# Terras (horeca)
Een terras is een gedeelte van een horecagelegenheid waar men in de open lucht kan zitten.
Een terras wordt voornamelijk gebruikt bij mooi weer. Men kan er van het weer genieten, maar ze zijn ook geliefd omdat men daar naar voorbijgangers kan kijken. Er zijn overdekte terrassen, soms met straalkachels om ook met koeler weer buiten te kunnen zitten.
Meestal zijn er tafels en stoelen. Soms zijn er picknicktafels (rechthoekige tafels met eraan vast, aan de lange kanten, banken zonder rugleuning), soms alleen stoelen of banken.
Vaak zijn er parasols, al of niet door de klanten zelf in en uit te klappen (bij grote parasols kan dit meestal niet). Bij regen, gecombineerd met warm weer, doen parasols ook weleens dienst als paraplu. Soms haalt het personeel ze echter weg, of klapt ze in, om ze niet nat te laten worden.
Een terras kan zich bevinden op grond die tot het horecabedrijf behoort, of in de openbare ruimte, bijvoorbeeld vóór een café. In het laatste geval kan het zijn dat de ondernemer hiervoor precario moet betalen.
Een terrasje pakken (het zitten op een terras) is vanwege de bijbehorende omstandigheden voor veel mensen een gezellig tijdverdrijf.
Onder "terrashopping" wordt een alternatieve kroegentocht verstaan, waarbij men van terras naar terras gaat.
Een alternatief voor terrasbezoek is het zitten op een openbaar bankje. Consumpties mag en moet men dan zelf meenemen (picknick). Alcoholische drank mag soms niet op een openbaar bankje, maar wel op een terras als de uitbater de juiste vergunning heeft.
Voor de horecaondernemer kan het terras een belangrijke uitbreiding van het bedrijf zijn. Bovendien kan het horecaterras gebruikt worden voor marketingdoeleinden. Het terras kan in die zin een uithangbord vormen voor het bedrijf. De ondernemer kan zijn terras van elementen voorzien die hem van de concurrentie onderscheiden en waarmee hij extra klanten kan aantrekken. Belangrijke ondersteunende elementen hierin zijn, naast de parasols en windschermen met bedrijfsreclame, bijvoorbeeld herkenbare terraskussens, tafelkleden in een herkenbare uitvoering of aangename dekens voor koudere dagen. In het geval dat een rookverbod van kracht is kan de onderneming haar gasten toestaan om op het buitenterras te roken.